# Couronne (État)
Pour les articles homonymes, voir Couronne.
Cet article court présente un sujet plus développé dans : Couronne d'Aragon, Couronne de Castille, Couronne (Commonwealth) et Couronne de France.
En droit, la Couronne désigne la personne morale de l'État dans une monarchie. 
Ce concept permet notamment de distinguer l'autorité de l'État de la personne du monarque. Il est notamment utilisé dans les différents royaumes du Commonwealth.